# 恋人達の散歩道
「恋人達の散歩道」（原題：Lovers Walk ）は、『バフィー 〜恋する十字架〜』の第3シーズン第8話（通算42作目）。
このエピソードでザンダーとコーディリアのカップルが破局する。

## 解説
- ラストシーンで流れる曲「マイ・ウェイ」は、フランク・シナトラのヒット曲をセックス・ピストルズがカバーしたもの。
- このエピソードで、コーディリアが本気でザンダーを愛していたことが明らかになる。

## ストーリー
複数のエピソードが同時進行し、ラストでひとつの結末にたどり着く。
廃屋
スパイクはサニーデールに戻り、彼を捨てた恋人ドゥルーシラのことで嘆き悲しんでいた。
市庁舎
市長はサニーデールにスパイクが戻ってきているとの報告を助役から受ける。
サニーデール高校
ザンダーとウィローは愛し合ってしまい、お互いの恋人コーディリアとオズを恋人同士にする魔法を模索していた。
魔法関連の店
店に忍び込んだスパイクはウィローが魔法に使う材料を買っていることを知る。そしてザンダーとウィローをさらい、町外れにある廃工場に監禁する。事件を知ったバフィーはザンダーたちの監禁場所を突き止めるため、スパイクの薬品集めに協力する。そんな彼らを市長の手下であるレニーたちが取り囲んだ。
廃工場
コーディリアはオズの助けをかりて、ザンダーとウィローの監禁場所を見つけ出す。そこで彼女が見たものは、愛し合っている2人の姿だった。コーディリアは現場から逃げ出そうとし、工場の床の崩落で大怪我をしてしまう。
ラストシーン
スパイクに殴られたときの怪我が癒えたザンダーはコーディリアを見舞うが、彼女はザンダーを病室から追い出す。エンジェルとバフィーがよりを戻したことを知ったスパイクは、ドゥルーシラと再びやり直すためサニーデールを去っていく。

## 配役

### メイン・キャスト
- サラ・ミシェル・ゲラー（バフィー・アン・サマーズ / 水谷優子）
- ニコラス・ブレンドン（ザンダー・ハリス / 鳥海勝美）
- アリソン・ハニガン（ウィロー・ローゼンバーグ / 大坂史子）
- カリスマ・カーペンター（コーディリア・チェイス / 手塚ちはる）
- アンソニー・スチュワート・ヘッド（ルパート・ジャイルズ / 金尾哲夫）
- デヴィッド・ボレアナズ（エンジェル / 堀内賢雄）
- セス・グリーン（ダニエル・オズボーン / 佐々木望）

### ゲスト出演
- クリスティン・サザーランド（ジョイス・サマーズ / 松岡洋子）
- ハリー・グローナー（市長リチャード・ウィルキンズ）
- ジェームズ・マースターズ（スパイク / 堀川仁）

### 助演
- ジャック・プロトニック（助役アラン・フィンチ）
- マーク・バーンハム（レニー）
- スザンヌ・クルール（店員）